# Vol TWA 513
Le vol TWA 513 était assuré par Lockheed L-049 Constellation, immatriculé NC86513, baptisé Star de Lisbonne. Il était exploité par la Transcontinental & Western Air. Il effectuait un vol d'entraînement le 11 juillet 1946, quand il s’écrasa près de Reading, en Pennsylvanie. Le câblage électrique dans le compartiment à bagages arqua et déclencha un incendie. La fumée et le feu intense résultant ne permirent pas aux pilotes de garder le contrôle de l'avion. Sur les six membres d'équipage à bord, cinq furent tués. Cet accident est resté dans les mémoires car tous les Lockheed Constellation furent interdits de vol de 12 juillet jusqu'au 23 août 1946, lorsqu’un système de détection d'incendie dans la soute fut installé.
Le crash est évoqué dans le film de Martin Scorsese Aviator, basé sur la vie du propriétaire d'alors de la T&WA, Howard Hughes.